# (5532) Ichinohe
(5532) Ichinohe (1932 CY) – planetoida z pasa głównego asteroid okrążająca Słońce w ciągu 5,51 lat w średniej odległości 3,12 j.a. Odkryta 14 lutego 1932 roku.